# Saku Koivu
Saku Koivu (Turku, 23 november 1974) is een Fins ijshockeyer. Koivu wordt door velen gezien als een van de beste (Finse) ijshockeyers ooit. Hij kent ook nog negen jaar jongere broer die ook ijshockeyer is, Mikko Koivu.

## Loopbaan
Als speler maakte Koivu zijn profdebuut bij de Finse TPS-ploeg in 1993, tijdens het seizoen 1992/1993. De twee seizoenen die daarop volgden, werd hij met zijn ploeg landskampioen. In 1994 zat hij in de selectie van het Olympische team van Finland dat in 1994 in Lillehammer brons behaalde. De linkshandige speler maakte in 1995 de overstap naar de Montreal Canadiens. Datzelfde jaar werd hij uitgeroepen als 'Fins speler van het jaar' en werd hij met Finland wereldkampioen.
In 1998 was hij er opnieuw bij toen de Finse ploeg het brons behaalde op de Olympische Spelen van Nagano. In het seizoen erop, 1999/2000 werd hij captain van de Montreal Canadiens, maar na het einde van het seizoen werd bij hem het burkittlymfoom ontdekt. Nog geen jaar later wist hij, van deze kanker genezen, terug te keren op het ijs en speelde hij de play-offs tegen de Boston Bruins; Montreal Canadiens wist mede dankzij een sterke Koivu de play-offs te winnen en zou daarvoor dat jaar ook de Bill Masterton Memorial Trophy krijgen. Het seizoen erop speelde hij het hele seizoen.
Tijdens de staking van de NHL in het seizoen 2004/2005 speelde hij weer zijn Finse thuisploeg TPS, onder leiding van zijn vader Jukka Koivu. Het seizoen erop speelde hij weer bij de Montreal Canadiens, waar hij driejarig contract tekende. In 2006 speelde hij opnieuw mee bij de Finse ploeg tijdens de Olympische Winterspelen, ditmaal gehouden in Turijn. Finland bereikte voor het eerst de finale, speelde tegen Zweden maar verloor de finale en behaalde dus het zilver.
Op 23 februari 2006 werd hij verkozen tot lid van het Internationaal Olympisch Comité.